# Меган Гіні-Грієр
Меган Гіні-Грієр (англ. Mehgan Heaney-Grier; нар. 26 серпня 1977, США) — американська фридайверка, акторка, фотомодель, телеведуча і каскадерка.

## Життєпис
Меган Гіні-Грієр народилася 26 серпня 1977 року в Дулут, штат Міннесота, США. У неї є старша сестра Ерін (1975 р.н.). Батьки розлучилися, коли Меган було 6 років. У 10 років Меган разом з сім'єю переїхала до Флориди. У 14 років почала займатися модельним бізнесом в модельному агентстві Маямі-Біч. У 16 років взяла додатково прізвище вітчима — Грієр.

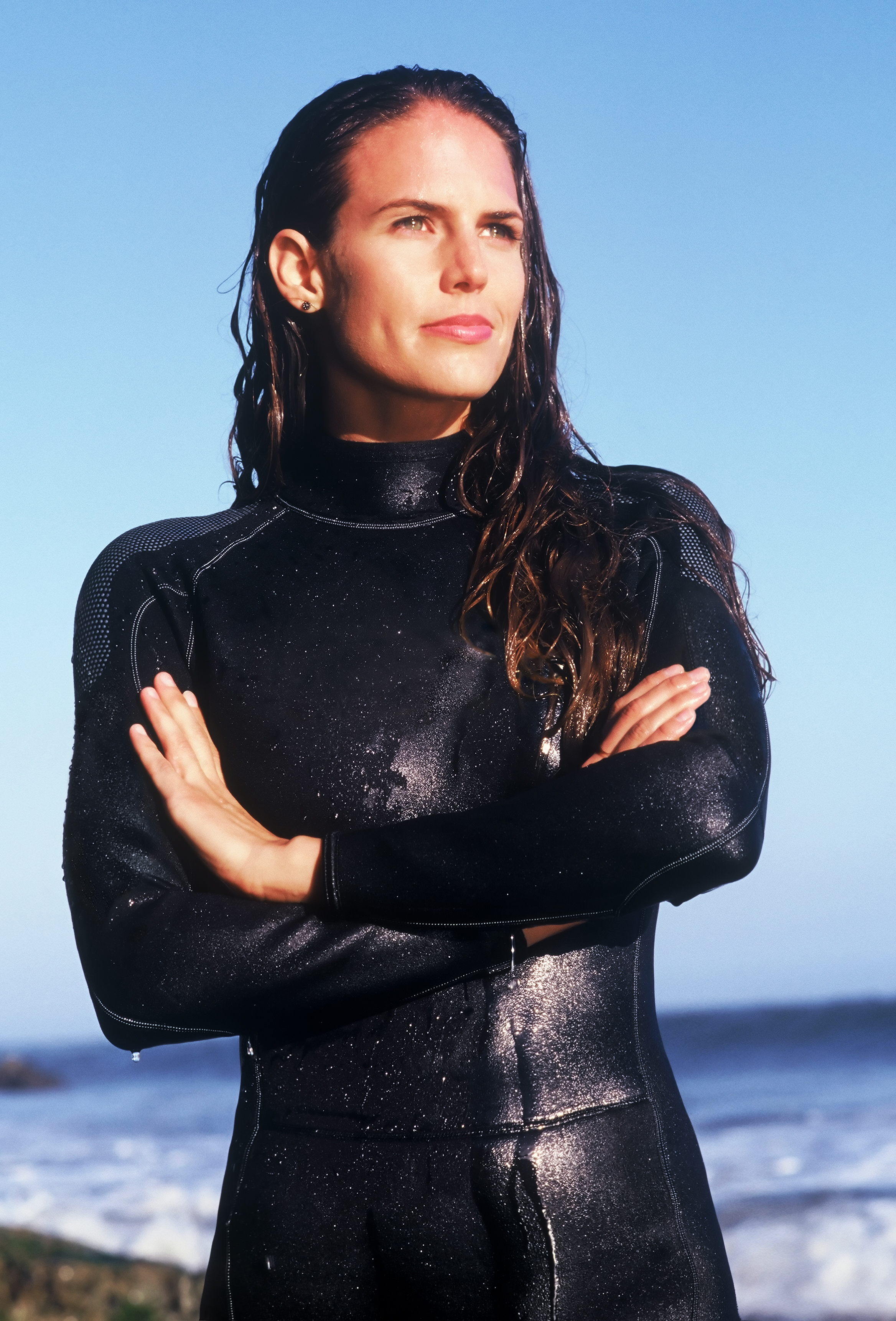
Каліфорнія, 2010

Меган Гіні-Грієр — професійна фридайверка. У 1996—1997 роках була рекордсменкою США по глибині вільного занурення (50,3 метра). Може затримувати дихання під водою на 4 хвилини 36 секунд. Має досвід плавання поруч з акулами, виконувала трюки з тиграми, левами, алігаторами.
У 2000 році була представницею фірми Omega на Тайвані на презентації годин Seamaster 300M.
З 1999 року також задіяна в кінематографі, де часто є дублеруою відомих акторок (наприклад, Кіри Найтлі, Джессіки Альби, Ешлі Скотт, Олівії Вайлд, Едріанн Палікі, Міні Анден) при підводних зйомках.
З 2015 року бере участь в реаліті-шоу Discovery Channel «Treasure Quest: Snake Island».